# Popești (okręg Prahova)
Popești – wieś w Rumunii, w okręgu Prahova, w gminie Brazi. W 2011 roku liczyła 1724 mieszkańców.